# Оливера Бацић
Оливера Бацић (Велика Плана, 11. јун 1992) српска је позоришна, телевизијска и филмска глумица.

## Каријера

### Телевизија
Она је своју прву телевизијску улогу остварила у серији Приђи ближе из 2010. године, сниманој под покровитељством Европске уније, у којој тумачи другарицу главне јунакиње, Ању Јовановић. Касније се појавила и у остварењу студента режије Милана Смиљанића Класићи (2014), под менторством професора Срдана Голубовића, да би нешто значајнију улогу добила у серији Комшије, редитеља Милана Караџића. У серији је сарађивала са Ањом Мит, с којом се претходно појавила и у пројекту Приђи ближе. Њен лик је током серије постао један од најупечатљивијих, па се тако и она чешће појављивала у каснијим епизодама ове серије. Након тога, глумила је и у филму истог редитеља Бисер Бојане из 2017. године. Наредне године је почело приказивање истоимене серије на Радио-телевизији Србије.

### Позориште
Као студенткиња Факултета уметности Универзитета у Приштини, Бацићева је са још двојицом колега, Стефаном Миликићем и Ђорђем Живадиновићем Гргуром, гостовала позоришту ДАДОВ, где су премијерно извели представу Сањари 16. јуна 2016. године. Представа је написана по истоименом роману британског књижевника Жилбера Адера, у драматизацији Горане Беланчевић, а уједно представља и мастер рад Оливере и Стефана. Од 25. фебруара 2017. године игра у обради представе Николаса Стјеарта Греја Аладинова чаробна лампа, позоришта „Бошко Буха” у режији Милана Караџића, премијерно изведеној на сцени Александар Поповић Установе културе Вук Стефановић Караџић.

## Приватни живот
Бацићева се 16. октобра 2021. године удала за колегу Миодрага Драгичевића. Већ 9. новембра исте године добили су ћерку Василију.

## Филмографија
| Год.       | Назив             | Улога         | Напомена                |
| ---------- | ----------------- | ------------- | ----------------------- |
| 2010-е     |                   |               |                         |
| 2010.      | Приђи ближе       | Ања Јовановић | ТВ серија, 16 еп.       |
| 2014.      | Класићи           | Оља           | кратки филм             |
| 2015—2018. | Комшије           | Јела Бунош    | ТВ серија, главна улога |
| 2017.      | Бисер Бојане      | Бојана        |                         |
| 2018—2019. | Бисер Бојане      | Бојана        | ТВ серија, 12 еп.       |
| 2019—2021. | Жигосани у рекету | Татјана       | ТВ серија, 24 еп.       |
| 2020-е     |                   |               |                         |
| 2021.      | Калкански кругови | певачица      | ТВ серија, 6 еп.        |
| 2021.      | Тома              | Лепа Лукић    |                         |
| 2022.      | Тома              | Лепа Лукић    | ТВ серија               |